# Хеле Торнинг Шмит
Хеле Торнинг Шмит (дан. Helle Thorning-Schmidt; Родовре, 14. децембар 1966) је бивша политичарка и председница владе Краљевине Данске. Функцију председнице владе обављала је од 3. октобра 2011. године до 28. јуна 2015. године а председница Социјалдемократа била је од 12. априла 2005. године до 28. јуна 2015. године. Она је такође прва жена председница владе Данске.
Торнинг Шмит је била данска посланица у Европском парламенту од 1999. до 2004. године, а 2005. године изабрана је у Фолкентинг. Наследила је Могенса Ликетофта на месту председника Социјалдемократа 2005. године након пораза на изборима. Након избора 2011. године успева да састави владу левог центра са Радикалним либералима и Социјалистичком народном партијом.